# Elmer Vasko
Elmer Vasko (Duparquet, 11 dicembre 1935 – Maywood, 30 ottobre 1998) è stato un hockeista su ghiaccio canadese che nel corso della carriera ha giocato nella National Hockey League.

## Carriera
Di origini slovacche Vasko iniziò a giocare ad hockey nella Ontario Hockey Association vestendo per tre stagioni la maglia dei St. Catharines Teepees, formazione giovanile legata alla franchigia dei Chicago Blackhawks con cui vinse la Memorial Cup del 1954.
Al termine della stagione 1955-56 esordì fra i professionisti disputando alcuni incontri in American Hockey League con il farm team dei Buffalo Bisons. Esordì in National Hockey League nella stagione 1956-1957 con i Blackhawks divenendo subito un titolare. Vasko si contraddistinse da subito per uno stile di gioco aggressivo specie nelle cariche agli avversari, tanto da meritarsi l'appellativo di Moose ("alce" in inglese) da parte dei tifosi del Chicago Stadium. All'inizio Vasko stesso credeva di essere criticato e fischiato ma solo dopo scoprì del soprannome ricevuto dal pubblico.
Con la franchigia di Chicago Vasko vinse la Stanley Cup nella stagione 1960-1961. Nelle stagioni successive fu candidato più volte  al James Norris Trophy, premio per il miglior difensore della NHL, e fu incluso per due volte nell'NHL Second All-Star Team, oltre a partecipare a tre edizioni dell'NHL All-Star Game.
Vasko si ritirò una prima volta nel 1966 tuttavia nell'estate del 1967 in occasione dell'NHL Expansion Draft fu convinto dal general manager dei Minnesota North Stars Wren Blair a ritornare sul ghiaccio. Giocò in NHL per altre tre stagioni fino al ritiro definitivo giunto nel 1970. Vasko morì nel novembre del 1998 a causa di un cancro.

## Palmarès

### Club
- Stanley Cup: 1

Chicago: 1960-1961
- Memorial Cup: 1

St. Catharines: 1954

### Individuale
- NHL Second All-Star Team: 2

1962-1963, 1963-1964
- NHL All-Star Game: 4

1961, 1963, 1964, 1969